# Air Buster
Air Buster: Trouble Specialty Raid Unit (Air Buster, Aero Blasters) — видеоигра в жанре горизонтального скролл-шутера, разработанная компанией Kaneko в 1990 году в виде аркадного игрового автомата. В том же году была портирована на игровую консоль PC Engine, а в 1991 — на Sega Mega Drive.

## Сюжет
В будущем орбитальное космическое оружие захвачено террористической организацией, требующей у мира выкуп. Герои игры, Майк и Холли, члены специального подразделения, должны остановить террористов любой ценой.

## Игровой процесс
Игрок управляет космическим истребителем. Он может стрелять текущим оружием. На уровнях встречаются летающие контейнеры, при уничтожении которых появляется несколько призов, быстро падающих за пределы экрана. Эти призы изменяют основное и дополнительное вооружение игрока. Игрок также может использовать оружие, уничтожающее всех слабых противников на экране. Для этого он должен удерживать кнопку, пока не заполнится специальная шкала.
Игра состоит из шести уровней. Действие начинается в городе на поверхности планеты и постепенно перемещается в космос.
Важной особенностью домашних версий игры являлось наличие режима одновременной игры для двух игроков. Большинство популярных игр жанра того времени, таких как Thunder Force, Gradius и R-Type, были рассчитаны на одиночную игру.

## Разработка и выпуск
Оба порта для домашних носителей было верным ходом, так как Mega Drive/Genesis находится ближе к оригинальной игре Arcade, чем к PC или TurboGrafx-16. Порт на Genesis работает в полноэкранном режиме, имеет более подробную графику, поддерживает большую часть параллакса версии для аркадного автомата и имеет лучшие звуковые эффекты. Порт на PC и TurboGrafx-16 имеет слегка расширенный финал.

## Критика
Журнал «MegaTech» дал игре 78%, отметив «отличную графику, звук и играбельность», однако раскритиковав низкий фактор вызова. Mega поставил игру на 13 место в своем топе игр на Mega Drive. Mean Machines дал игре 80%, но сказал, что игра не может конкурировать с Hellfire.